# Alice (italská zpěvačka)

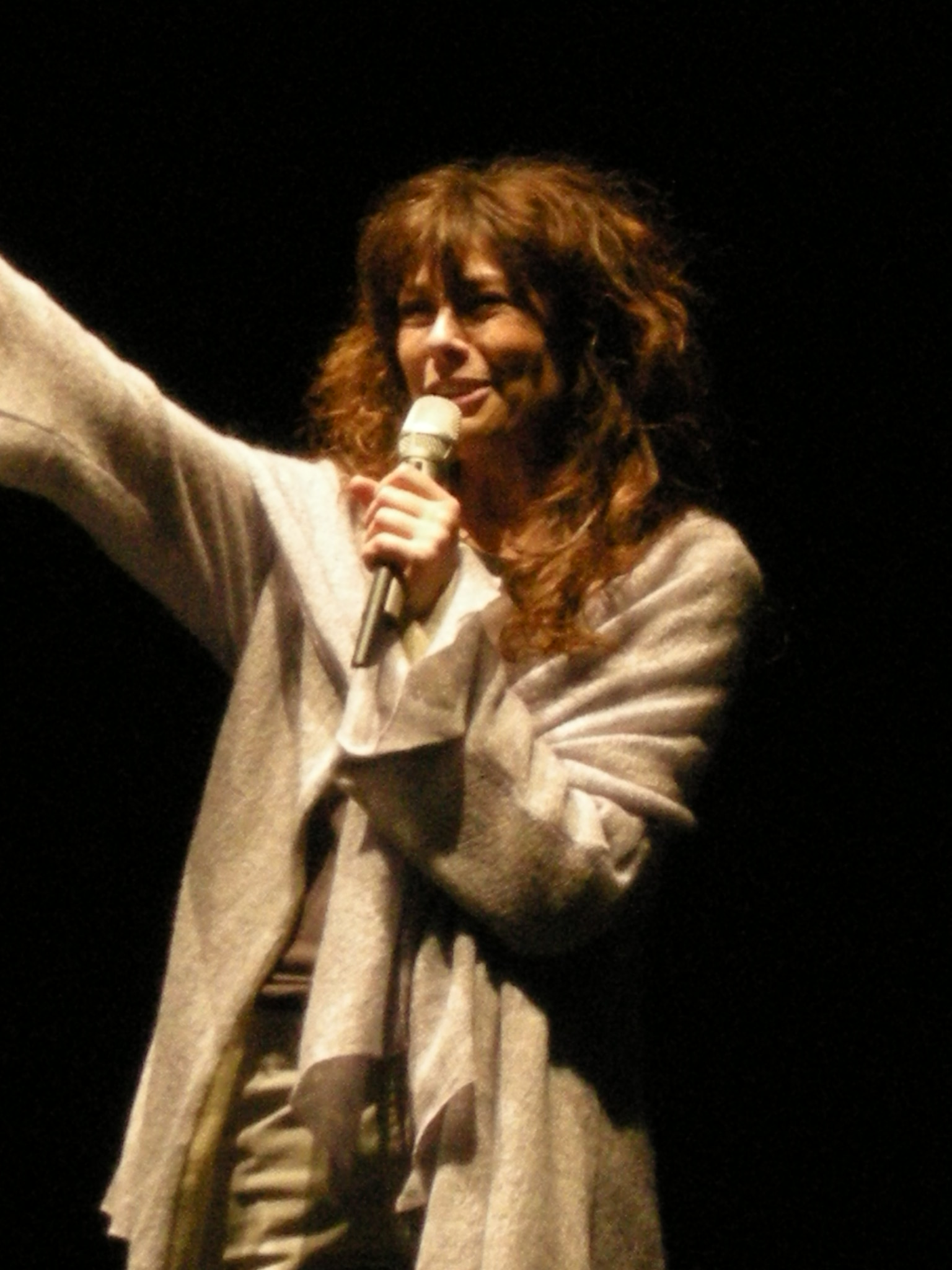

Alice (čti alíče, nar. 26. září 1954 Forlì, Itálie), známá též jako Alice Visconti, vlastním jménem Carla Bissi, je italská zpěvačka, textařka a pianistka. Věnuje se širokému rozpětí žánrů – pop, rock, jazz, klasická hudba, elektronická hudba či experimentální styly. Při zpěvu využívá velký rozsah svého hlasu, často střídá různé hlasové polohy, výšky i barvu.
V roce 1981 vyhrála hudební soutěž na festivalu v Sanremu s písní Per Elisa. Následovaly mezinárodní hity jako Una notte speciale, Messaggio, Chan-son Egocentrique, Prospettiva Nevski a Nomadi. V roce 1984 reprezentovala Itálii spolu se svým častým spolupracovníkem Frankem Battiatem v soutěži Eurovize s písní I treni di Tozeur. Své poslední album s názvem Sansara vydala v roce 2012.